# Кацва, Леонид Александрович
Леони́д Алекса́ндрович Кацва́ (род. 26 ноября 1957, Москва) — российский историк, автор учебников и пособий по истории России. В настоящее время работает в московской школе № 1543.

## Биография
Леонид Александрович Кацва родился 26 ноября 1957 года в семье Александра Михайловича Кацвы и Нины Азриелевны Уриссон, он единственный ребёнок в семье. Отец — потомок выходцев из черты оседлости, кандидат политических наук, занимался исследованием советского общества; мать родом из польских евреев, выселенных во время Первой мировой войны из прифронтовой полосы.

…надо сказать, что любовь к истории у меня формировал не только отец, но и оба деда. Потому что историей они оба увлекались, книг по истории было всегда дома очень много. Наверное, на мое решение пойти в эту сферу повлияло ещё одно обстоятельство, очень смешное. Я не умею рисовать, и никогда не умел, вообще не понимаю, как это делается, но всё своё детство лепил из пластилина. А лепил я тех героев, о которых читал в книжках. И чем больше я этих героев лепил, тем больше я увлекался историей…
В 1975 году закончил спецшколу № 38 и поступил на исторический факультет МПГУ, где его учителем стал Владимир Борисович Кобрин. По окончании факультета в 1980 году устроился учителем в Среднюю школу № 43 в Юго-Западном районе, где заменил другого учителя истории — А. М. Бека. С 2002 по 2003 годы работал параллельно в двух школах: в московской гимназии № 1543 и в «лицейском» классе школы-интерната № 19. С 1990 года начал выпускать собственные учебники и пособия. В написании первого учебника Леониду Александровичу Кацве помог В. Б. Кобрин. 
С 2014 года — член совета Вольного исторического общества, является одним из его учредителей.
В 2018 году был награждён премией имени Егора Гайдара «За выдающийся вклад в области истории». Выступал на радиостанции «Эхо Москвы». 
С 29 марта 2022 года Леонид Александрович совместно с Алексеем Кузнецовым ведёт программу «Параграф 43» на YouTube-канале «Дилетант». 8 августа 2023 года получил звание «Заслуженный учитель Российской Федерации».

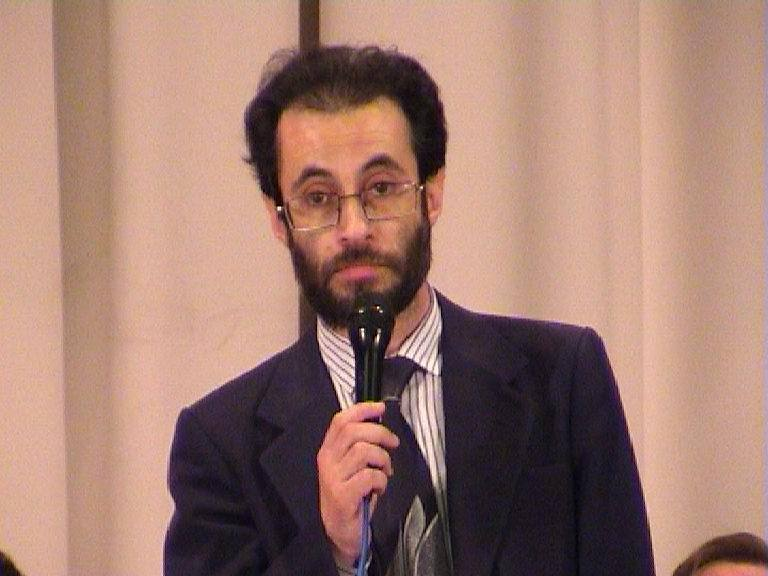
Леонид Кацва
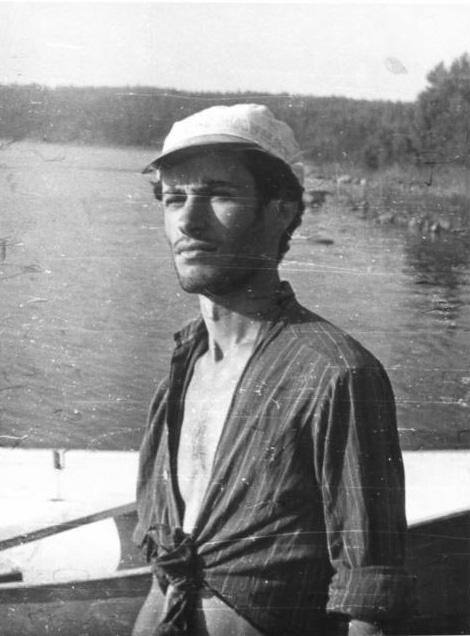
В Карелии, 1979 год